# فيلق بانزر الثالث
فيلق الجيش الثالث هو فيلق للجيش الألماني خلال الحرب العالمية الثانية.

## فيلق الجيش الثالث
تم تشكيل فيلق الثالث في أكتوبر 1934 باسم الثالث. ارميكوربس. شارك الفيلق في فال فايس، غزو بولندا عام 1939 كجزء من مجموعة الجيوش الشمالية. ثم شاركت في Fall Gelb كجزء من مجموعة الجيوش أ، المشاركة في الهجوم من خلال آردن. في مارس 1941، تمت ترقية الفيلق إلى فيلق آلي وإعادة تشكيله III Armeekorps (mot) . تم إلحاق الفيلق بمجموعة الجيوش الجنوبية في عملية بارباروسا ، غزو الاتحاد السوفيتي. تقدم الفيلق عبر أوكرانيا وشارك في معركة برودي ومعركة كييف ومعركة روستوف ومعركة خاركوف ومعركة عمان.

## القادة
- Generaloberst كورت هاسي (1 سبتمبر 1939 - 13 نوفمبر 1940)
- General der Infanterie Kurt von Greiff (13 نوفمبر 1940 - 15 يناير 1941)
- الجنرال أوبرهارد فون ماكينسن (15 يناير 1941 - 31 مارس 1942)
- جنرال دير بانزتروب ليو فرايهر جير فون شوينبرج (31 مارس 1942 - 20 يوليو 1942)
- الجنرال أوبرهارد فون ماكينسن (20 يوليو 1942 - 2 يناير 1943)
- جنرال دير بانزتروب هيرمان بريث (2 يناير 1943 - 20 أكتوبر 1943)
- جنرال دير أرتيليري هاينز زيغلر (20 أكتوبر 1943 - 25 نوفمبر 1943)
- General der Infanterie فريدريش شولتز (25 نوفمبر 1943 - 9 يناير 1944)
- جنرال دير بانزتروب هيرمان بريث (9 يناير 1944 - 31 مايو 1944)
- جنرال دير بانزتروب ديتريش فون ساوكين (31 مايو 1944 - 29 يونيو 1944)
- الجنرال دير بانزتروب هيرمان بريث (29 يونيو 1944 - 8 مايو 1945)